# E. W. Emo
E.W. Emo, nome d'arte di Emerich Josef Wojtek (Grafenwörth, 11 luglio 1898 – Vienna, 2 dicembre 1975), è stato un regista cinematografico austriaco.

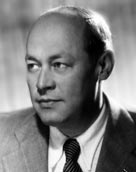

Ha diretto in particolare commedie, di cui 21 girate con l'attore Hans Moser. Lavorò anche all'estero e scrisse diverse sceneggiature.

## Biografia
Figlio di un maestro di scuola, frequentò il ginnasio di Krems an der Donau (Landesrealschule) e prestò servizio militare durante la Prima Guerra Mondiale. Nel 1919 lavorò come comparsa e in seguito come aiuto regista, operatore e infine come assistente alla regia in campo cinematografico. Nel 1927 arrivò a Berlino come assistente alla regia, dove lavorò come montatore e sceneggiatore insieme ad altri registi.
Nel 1928 mise in scena la sua prima commedia, Fitterwochen. In seguito girò diversi film d'intrattenimento e, con l'avvento del sonoro anche diversi film musicali e di operette. Come regista, Emo ha contribuito alla popolarità di molti attori come Paul Hörbiger, Theo Lingen e soprattutto Hans Moser, con cui girò in tutto 21 film. Nel 1936 fondò a Berlino la Algefa-Film con Paul Hörbiger e il console austriaco Karl Künzel. Nello stesso anno il suo nome d'arte Emerich Walter Emo fu riconosciuto come nome ufficiale. Anche dopo la seconda guerra mondiale Emo poté girare diversi film.
Durante il nazionalsocialismo, Emo fu annoverato tra i registi della Wien-Film, dove girò ancora altre commedie leggere, soprattutto con Hans Moser, a cui concesse un grande margine di improvvisazione. In alcuni dei suoi film l'ortodosso regista criticò i cliché della Wien-Film, come in Anton der Letzte (1939), dove porta agli estremi un Hans Moser brontolone e piantagrane, o in Liebe ist zollfrei (1941), in cui rappresenta l'alta società austriaca non tanto come volgare, ma piuttosto snob e maliziosa.
Il suo unico film di propaganda è Wien 1910 (1942), con l'intenzione, mediante la rappresentazione della politica dell'antisemita Karl Lueger e del pangermanista viennese Georg Ritter von Schönerer,  di legittimare  l' Anschluss.  Tentativo fallito, in perché il  film venne considerato dai Nazionalsociali troppo "austriaco" e ne fu proibita la messa in scena nell'Ostmark. In Germania il film destò poco interesse.
Nel 1930 Emo sposò l'attrice tedesca Anita Dorris e ne ebbe, nel 1936, l'unica figlia Maria Emo.
E.W. Emo morì il 2 dicembre 1975 a Vienna di arteriosclerosi.

## Filmografia

### Regista
- Flitterwochen (1928)
- Polnische Wirtschaft (1929)
- Spelunke (1929)
- Was kostet Liebe? (1929)
- Zwischen vierzehn und siebzehn - Sexualnot der Jugend (1929)
- Mein Traum wär ein Mädel (1929)
- Im Prater blühen wieder die Bäume (1929)
- 1. Klangfilm (1929)
- Questa notte... forse sì (Heute Nacht - eventuell) (1930)
- Zweimal Hochzeit (1930)
- Der Hampelmann (1930)
- A Minha Noite de Núpcias (1931)
- Ich heirate meinen Mann (1931)
- Lo mejor es reir, co-regia di Florián Rey (1931)
- Il marito di mia moglie (Der Storch streikt) (1931)
- Der unbekannte Gast (1931)
- A Mulher Que Ri (1931)
- Fräulein - Falsch verbunden (1932)
- L'irresistibile diplomatico (Der Frauendiplomat) (1932)
- Il capriccio del peccato (Moderne Mitgift) (1932)
- Spiriti burloni (Das Testament des Cornelius Gulden) (1932)
- Una notte con te, co-regia di Ferruccio Biancini (1933)
- Cercasi modella (1933)
- Marion, das gehört sich nicht  (1933)
- ...und wer küßt mich? (1933)
- Kleines Mädel - großes Glück (1933)
- La ragazza dal livido azzurro (1933)
- Der Doppelgänger
- Paganini (Gern hab' ich die Frau'n geküßt) (1934)
- Jungfrau gegen Mönch (1934)
- Il signore senza alloggio (Der Herr ohne Wohnung) (1934)
- Una notte a Pietroburgo (Petersburger Nächte. Walzer an der Newa) (1935)
- Der Himmel auf Erden (1935)
- Signori biglietto (Endstation) (1935)
- Il venditore di uccelli (Der Vogelhändler) (1935)
- Zirkus Saran (1935)
- Familie Schimek (1935)
- Desiderata (Wer zuletzt küßt...) (1936)
- Die Puppenfee (1936)
- Drei Mäderl um Schubert (1936)
- L'albergo degli equivoci (Schabernack) (1936)
- Fiakerlied (1936)
- Der Mann, von dem man spricht (1937)
- Die glücklichste Ehe der Welt, co-regia di Karl Heinz Martin (1937)
- Unentschuldigte Stunde (1937)
- Die Austernlilli (1937)
- Die verschwundene Frau (1937)
- Musik für dich (1937)
- 13 Stühle (1938)
- Der Optimist (1938)
- Canzone immortale (Unsterblicher Walzer) (1939)
- Anton, der Letzte (1939)
- Meine Tochter lebt in Wien (1940)
- Vecchia Vienna (Der liebe Augustin) (1940)
- Liebe ist zollfrei (1941)
- Zwei glückliche Menschen (1943)
- Wien 1910 (1943)
- Reisebekanntschaft (1943)
- Schwarz auf weiß (1943)
- Freunde (1945)
- Alles Lüge (1948)
- Kleine Melodie aus Wien (1948)
- Nichts als Zufälle (1949)
- Es lebe das Leben
- Um eine Nasenlänge (1949)
- Der Theodor im Fußballtor (1950)
- Es schlägt 13
- Es liegt was in der Luft
- Hilfe, ich bin unsichtbar
- Schäm' dich, Brigitte!  (1952)
- Fräulein Casanova
- Irene in Nöten
- Damenwahl
- Husarenmanoever
- K. und k. Feldmarschall (1956)
- Ober zahlen
- Wenn die Bombe platzt

### Aiuto regista
- L'ufficiale d'ordinanza (Der Balletterzherzog. Ein Wiener Spiel von Tanz und Liebe), regia di Max Neufeld (1926)
- Der König der Mittelstürmer, regia di Fritz Freisler (1927)
- Die 3 Niemandskinder, regia di Fritz Freisler (1927)

### Sceneggiatore
- Im Prater blühen wieder die Bäume, regia di E.W. Emo (1929)
- Drei Mäderl um Schubert, regia di E.W. Emo (1936)
- Fiakerlied
- 13 Stühle, regia di E.W. Emo (1938)
- L'eredità in corsa, regia di Oreste Biancoli (1939)
- Kleine Melodie aus Wien, regia di E.W. Emo (1948)
- Nichts als Zufälle, regia di E.W. Emo (1949)
- Der Theodor im Fußballtor
- Es schlägt 13
- Schäm' dich, Brigitte!, regia di E.W. Emo (1952)
- Das Glück liegt auf der Straße, regia di Franz Antel (1957)
- Mein Opa und die 13 Stühle, regia di Helmuth Lohner - film tv (1997)